# Eocentrocorynus excisus
Eocentrocorynus excisus is een keversoort uit de familie bladrolkevers (Attelabidae). De wetenschappelijke naam van de soort werd in 1935 gepubliceerd door Eduard Voss.